# Michail Nikolajewitsch Gersewanow
Michail Nikolajewitsch Gersewanow (Garsewanischwili) (russisch Михаил Николаевич Герсеванов; * 25. Märzjul. / 6. April 1830greg. im Dorf Nikopol, Gouvernement Charkow; † 16. Maijul. / 29. Mai 1907greg. in St. Petersburg) war ein russischer Bauingenieur und Hochschullehrer.

## Leben
Nach einer häuslichen Erziehung studierte Gersewanow 1845–1851 an der Hauptingenieurschule in St. Petersburg, die er als Militäringenieur-Porutschik verließ. Darauf diente er in der Festung Kiew.
Zur Vorbereitung auf die Lehrtätigkeit in der Ingenieurschule wurde Gersewanow 1856 ins Ausland geschickt. Ab 1857 lehrte er als Repetent, Lektor und schließlich Adjunkt-Professor für Baukunst an der Ingenieurschule, die nun die Nikolaus-Ingenieur-Akademie war.
Neben der Lehrtätigkeit wurde Gersewanow 1862 Ingenieur für besondere Aufträge beim Militäringenieur General Eduard Totleben. Gersewanow diente als Berater bei den Arbeiten in den Häfen von Kronstadt, Nikolajew, Kertsch, Odessa u. a.
Alexander Freiherr von Nicolay, Leiter der Hauptverwaltung des Kaukasus-Statthalters, berief 1868 Gersewanow zum Chefinspektor des Zivilbaus im Kaukasus. Unter Gersewanows Leitung wurden mehr als 500 km militärisch wichtige Chaussee-artige Straßen gebaut, Mineralwässer erschlossen, Häfen und Bewässerungen entwickelt, Eisenbahnstrecken gebaut u. a. Er beteiligte sich an der Gründung 1866 und Entwicklung der Kaiserlichen Russischen Technischen Gesellschaft und wurde Vorsitzender der Kaukasus-Abteilung als erster Regionalabteilung dieser Gesellschaft. 1876 wurde er zum Wirklichen Staatsrat (IV. Rangklasse) ernannt.
Als Nachfolger Wladimir Sobolewskis wurde Gersewanow 1883 Direktor des Instituts für Verkehrsingenieure (IIPS) in St. Petersburg. Er passte das Lehrprogramm an den aktuellen Stand von Wissenschaft und Technik an und initiierte die Erstellung von gedruckten Vorlesungsunterlagen für fast alle Fächer. Als einer der Ersten setzte er sich für die Ausbildung eines mittleren technischen Personals zur Unterstützung der Ingenieure ein. Ein Schwerpunkt seiner wissenschaftlichen Arbeit war die Hydrotechnik mit entsprechenden Veröffentlichungen.
Neben der Lehrtätigkeit wurde Gersewanow 1885 Vizevorsitzender der neuen von P. A. Fadejew geleiteten Kommission für den Ausbau der Handelshäfen beim Verkehrsministerium (bis 1893). Innerhalb kurzer Zeit wurden die wichtigsten russischen Häfen neu geordnet. Er wurde 1886 Geheimer Rat (III. Rangklasse) und 1899 Wirklicher Geheimer Rat (II. Rangklasse).
Als Gersewanow 1901 in den Ruhestand ging, wurde Leopold Nikolai Direktor des IIPS.
Gersewanow starb am 29. Mai 1907 in St. Petersburg und wurde auf dem Tichwiner Friedhof begraben.
Gersewanows Sohn Nikolai Gersewanow (1879–1950) war Bodenmechanik-Ingenieur.

## Ehrungen, Preise
- Sankt-Stanislaus-Orden III. Klasse (1860), I. Klasse (1878)
- Demidow-Preis (1863) für die Vorlesungen über Meerwasserbau[4]
- Russischer Orden der Heiligen Anna II. Klasse (1869), I. Klasse (1882)
- Orden des Heiligen Wladimir III. Klasse (1872), II. Klasse (1889)
- Kaiserlich-Königlicher Orden vom Weißen Adler (1893)